# Великий Гранд-Кі
Вели́кий Гранд-Кі (англ. Big Grand Cay) — рівнинний острів в складі Багамських островів. В адміністративному відношенні відноситься до району Гранд-Кі.
Острів розташований на півночі архіпелагу Абако за 300 м на південний схід від острова Гранд-Кі. Острів рівнинний, північно-західна частина заболочена, тут розташовані озера-лагуни та мис Моні. Має довжину 2,6 км, ширину 100—700 м.